# Rosa Quelopana
Rosa Elvira Quelopana Bohórquez (Tacna, 4 settembre 1954) è un'ex cestista peruviana.

## Carriera
Con il Perù ha preso parte ai Campionati mondiali del 1983.